# Kgatla
Kgatla (Bakgatla), ratoborno pleme Bantu crnaca, uže grupe Tswana ili Bečuana, naseljeno u Bocvani i JAR-u. Njihov dijalekt služi kao standardni tswana jezik. U Bečuanu dolazi 1871. iz Transvaala, nastanivši se u distriktu Kgatleng u kojemu im je glavno naselje selo Mochudi. Populacija im 2007. (prema  'Joshua Projectu' ) iznosi 332,000 u Bocvani i 323,000 u Južnoafričkoj Republici.
.

## Vanjske poveznice
- Taxation in the tribal areas of the Bechuanaland protectorate, 1899-1957*.(Botswana)
- Botswana  Arhivirana inačica izvorne stranice od 8. svibnja 2009. (Wayback Machine)